# Saint-Pierre-lès-Elbeuf
Saint-Pierre-lès-Elbeuf é uma comuna francesa na região administrativa da Normandia, no departamento de Sena Marítimo. Estende-se por uma área de 6,36 km². Em 2010 a comuna tinha 8 376 habitantes (densidade: 1 317 hab./km²).322 hab/km².